# Hraniční přechod Hora Svatého Šebestiána – Reitzenhain
Hraniční přechod Hora Svatého Šebestiána – Reitzenhain (německy Grenzübergang Reitzenhain – Hora Svatého Šebestiána) je bývalý silniční hraniční přechod, který se nachází na česko-německé státní hranici na hraničním úseku XIV/14 - XIV/14/1 mezi českou obcí Hora Svatého Šebestiána (okres Chomutov, Ústecký kraj) a německou vesnicí Reitzenhain (zemský okres Krušné hory, spolková země Sasko). Přechod leží v nadmořské výšce 768 m n. m. na silnici I/7; za hranicí pokračuje německá silnice B174 směr Chemnitz. Před zrušením byl určen pro pěší, cyklisty, motocykly, osobní automobily, autobusy a nákladní automobily.
Hraniční přechod byl zrušen při vstupu České republiky do Schengenského prostoru v roce 2007. V případě dočasného znovuzavedení ochrany vnitřních hranic je provoz na hraničním přechodu upraven Sdělením Ministerstva vnitra č. 395/2021 Sb.

## Další informace
Hraniční přechod se nachází na přemostění potoka Černá, který přibližně 13 km teče jako hraniční potok.